# File Allocation Table
Taula d'Assignació de Fitxers, en anglès, File Allocation Table (FAT) és un sistema de fitxers desenvolupat per a MS-DOS, així com el sistema de fitxers principal de les edicions no empresarials de Microsoft Windows fins a Windows Me.
Es podria prendre com una llista en la qual queden enregistrats tots els fitxers del disc dur. A la FAT s'hi emmagatzema una entrada per cada clúster de la unitat on es desa informació sobre quin ús en fa el sistema de fitxers del clúster:
- Si aquest no es fa servir, té un zero.
- Si pertany a un fitxer, conté la direcció del següent clúster que compon el fitxer.
- Si pertany a un fitxer i a més és l'últim clúster de la cadena que el forma, conté un valor especial anomenat EOE, que significa (end of file) o fi de fitxer.

## Utilitat per recuperar fitxers esborrats
Si es formata el disc dur per instal·lar un sistema operatiu o per fer una neteja, no hi ha opció a recuperar dades. Però si a la unitat s'hi fa un formateig ràpid només s'esborrarà la FAT i els fitxers estaran intactes, i amb una aplicació de recuperació de dades n'hi hauria prou per a recuperar les dades.